# Дисномија
Дисномија је изражена потешкоћа у памћењу имена или присећања речи потребних за усмени или писани језик, која може бити стечена или наслеђена (као хронично стање, сметња у учењу. Стечена дисномија настају код Алцхајмерове болести, након трауме мозга, након незгоде или можданог удара, нежељених дејстава одређених лекова или су резултат старења. 
Симптоми дисномије нису јасни јер се преклапају са симптомима других уобичајених поремећаја учења и развоја. Дијагноза и лечење дисномије нису ни добро проучени нити добро истражени. То може бити зато што људи који пате од овог проблема са проналажењем речи обично не траже медицинску помоћ.
Лекари користе неуропсихолошке тестове да би дијагностиковали ово стање.

## Синоними
Дисномија - Аномија - Проналажење речи - Преузимање речи

## Опште информације
Дисномија је проблем у проналажењу речи. Људи са дисномијом често имају проблем са слушним памћењем. Не могу да запамте оно што чују. Неки имају проблем са памћењем онога што виде или доживљавају. Дисномија је тешкоћа или немогућност да се из сећања извуче тачна реч када је то потребно. Дисномија може утицати на говорне вештине, способности писања или обоје.
Како и нормални појединци  повремено имају проблема са памћењем речи, сисномија постаје медицинско стање само када проблеми са опозивом ометају свакодневни живот. 
Дисномија се може развити због трауме мозга или може бити последица сметња у учењу. Дисномија од можданог удара или повреда главе ће се често смањити или нестати с временом. Сметње у учењу, међутим, не могу се излечити. 
Пацијенти могу побољшати своје животне вештине користећи стратегије суочавања. Аномија због једноставности је тежи случај дисномије где особа има озбиљне проблеме са памћењем речи или имена.
Људи са дисномијом ће вероватно заменити и најједноставније речи стварима. На пример, „Где је ствар која је управо била на ствари?“ Људи са дисномијом ће такође вероватно тражити од вас да поновите оно што сте рекли како би имали више времена да то обраде и да дају одговор или користе паузе током разговора. Ове паузе су посебно проблематичне за људе у Сједињеним Америчким Државама и многим другим земљама јер су паузе неуобичајене када говоре. Насупрот томе, у Јапану би се то вероватно сматрало нормалним. Поред тога, деца понекад користе другу реч са блиским значењем као што је виљушка за кашику или мачка за пса.
Говор је нормална асоцијативна активност која непрестано тече. Међутим, за дисномике  је то когнитивни задатак који захтева много ресурса. То им одузима сву пажњу и труд и зато не могу да причају и нешто друго у исто време 

## Етиологија
Дисномија нарушава способност појединца да се сети речи, имена или предмета. Нормалне особе често имају потешкоћа да се сете речи, што се често назива „феномен врха језика“, али је дисномија тежа и омета свакодневни живот. 
Особа са дисномијом показује нормалан говор, али имају озбиљне потешкоће у присећању речи, имена или предмета потребних за усмену или писмену комуникацију.
Особе са дисномијом показују потешкоће проналажењу речи, које карактеришу;
- паузе у проналажењу речи,

- обилажење речи,
- погрешан избор речи,
- замена речи синонимома
- покушајем да изразе своје мисли без употребе речи коју имају потешкоћа у проналажењу,
- потешкоће у именовању објеката,
- потешкоће у препознавање објеката по имену.[7]

Како дисномија може да се опише и као краткорочни проблем у присећању речи или имена, овај термин се користи да означи симптом, а не стање. У том смисли дисномија може бити симптом интоксикације алкохолом, ниског шећера у крви, потреса мозга, неравнотеже течности/електролита, недостатака у исхрани, хипертермије, хипотермије, хипоксемије и других стања и болести.

## Клиничка слика
Проблем са проналажењем речи можда неће бити јако изражен у почетку. Симптоми дисномије могу почети да се изражавају мало касније у животу када неспособност особе да се сети једноставних речи омета њен породични и радни живот. Ову сметњу у учењу карактеришу симптоми који одражавају потешкоће у вербалном и писменом изражавању.
Главни симптоми дисномије су:
- Особе које пате од дисномије нису у стању да се сете и правилно спелују речи.
- Тешко им је да користе уобичајене синониме за једноставне речи. Понекад се тешко присећају имена породице и блиских пријатеља. Иако је проблем проналажења речи изузетно чест, неће сви пацијенти са овим тешкоћама у учењу нужно имати проблем са присећањем имена.
- Тешко разумети концепте и принципе које здрави људи могу лако да схвате.
- Сметња у учењу постаје изузетно изражена када пацијенти морају да се појаве на тестовима. Они или остављају тест непотпуним или им треба много времена да га заврше.
- Замена једноставних речи речима које немају логичан смисао. Пацијенти могу чак користити обичан бесмислен жаргон. Овај симптом се примећује у узнапредовалој фази поремећаја.

## Дијагноза
Дијагноза и лечење дисномије нису ни добро проучени нити добро истражени. То је вероватно зато што људи који пате од овог проблема са проналажењем речи обично не траже медицинску помоћ.
Дијагноза дисномије је изузетно тешка јер симптоми могу бити узроковани и тешким повредама или траумом мозга. Симптоми се такође могу приписати развојном проблему мозга који доводи до сметњи у учењу.
Симптоми дисномије који се јављају или услед случајне повреде главе или можданог удара обично нестају сами након одређеног временског периода. Међутим, ако овај проблем са проналажењем речи и говором и даље дуго траје, неуролози ће можда морати да спроводе различите неуропсихолошке тестове за ефикасну дијагнозу дисномије.

## Терапија
Лекари обично препоручују различите третмане на основу узрока дисномије. Дисномију узроковану траумом мозга, укључујући повреду или мождани удар, често лечи логопед користећи вежбе за побољшање памћења. За случајеве трауме мозга, лекари препоручују да језичка терапија почне што је пре могуће и да буде прилагођена индивидуалним потребама пацијента.
Лечење је теже када је дисномија узрокована проблемима у развоју. Пошто област мозга која се бави памћењем речи није у потпуности развијена, тренутно не постоји начин да се изазове развој или убрза његов процес. Код деце са дисномијом, стање се може смањити или нестати како дете расте.
За особе са дисномијом савладавање вештине циркумлокуције постаје изузетно важно. Заобилажење је чин описивања многих карактеристика објекта, догађаја или радње без изговарања тачне речи за предмет, догађај или радњу. Када су у губитку у вези са намераваном речју, често ће је описати да би пренели своју поруку која ће обично указивати на стварну реч коју траже. На пример, ако особа са потешкоћама у проналажењу речи не може да се сети речи птица, могла би да каже: „То је ствар која лети. Знате, они живе у гнездима и полажу јаја; много певају, како се зове та ствар?“
Окружење може бити корисно јер може помоћи особи да смисли реч која недостаје. Такође помаже и у одржавању тока разговора, јер сваки пут када прекине разговор, окружење му помаже да смисли неку реч.